# Ctenochiton carinatus
Ctenochiton carinatus är en insektsart som beskrevs av Takahashi 1951. Ctenochiton carinatus ingår i släktet Ctenochiton och familjen skålsköldlöss. Inga underarter finns listade i Catalogue of Life.